# Kevin Quintero
Kevin Santiago Quintero Chavarro (Palmira, 28 oktober 1998) is een Colombiaans baanwielrenner. 

## Carrière
In 2019 won Quintero de keirin op de Pan-Amerikaanse Spelen. In 2021 nam hij deel aan de Olympische Zomerspelen 2020, zijn beste resultaat was een 11e plaats op het onderdeel keirin. In 2023 werd hij wereldkampioen op het onderdeel keirin, in Glasgow bij het Wereldkampioenschap baanwielrennen. Daarnaast won hij meerdere medailles op zowel nationaal niveau dan wel Pan-Amerikaans en Centraal Amerikaans.

## Palmares
| Jaar     | CK                                | PK                                                   | WK       | Overig |
| Junioren | Junioren                          | Junioren                                             | Junioren | Junioren |
| -------- | --------------------------------- | ---------------------------------------------------- | -------- | --- |
| 2015     |                                   | 1km tijdrit                                          |          | |
| 2016     |                                   | teamsprint · teamsprint · sprint · keirin            |          | |
| Elite    |                                   |                                                      |          | |
| 2018     | sprint · 1km tijdrit · teamsprint | teamsprint · 1km tijdrit · sprint · keirin           |          | Zuid-Amerikaanse Spelen: · teamsprint · sprint · Centraal-Amerikaanse en Caraïbische Spelen: · 1km tijdrit · sprint · teamsprint |
| 2019     | sprint · teamsprint               | keirin · 1km tijdrit · sprint                        |          | Pan-Amerikaanse Spelen · keirin · teamsprint · sprint · WB Brisbane: Keirin                                                      |
| 2020     |                                   |                                                      |          | WB Milton: keirin |
| 2021     | sprint · 1km tijdrit              | keirin · scratch · sprint · 1km tijdrit · teamsprint |          | |
| 2022     | sprint · keirin                   | keirin · sprint · teamsprint                         | keirin   | |
| 2023     | keirin · sprint                   | sprint · teamsprint                                  | keirin   | Centraal-Amerikaanse en Caraïbische Spelen: · keirin · teamsprint · sprint                                                       |
| 2024     |                                   |                                                      | keirin   | |